# Wiskott–Aldrich-szindróma
A Wiskott–Aldrich-szindróma egy veleszületett, elsősorban a sejtes immunitás zavarával, illetve ekcémával, thrombocytopeniával járó tünetegyüttes, melyet visszatérő - Gram-negatív bakteriális, gombás és vírusos - fertőzések jellemeznek.
A betegség nemhez kötötten öröklődik; fiúkban jelentkezik.
A betegség általában már a születést követő hónapokban jelentkezik. Tünetei a csecsemőkori véres hasmenés, elhúzódó vérzés; visszatérő fertőzések, a vérlemezke-hiány okozta vérzések és az ekcéma. Ezekben az emberekben gyakoribbak az autoimmun és a daganatos betegségek.
Az orvos a kórtörténet felvétele és a betegvizsgálat után genetikai és immunológiai vizsgálatot végez. A Wiskott-Aldrich szindrómás betegek rendszeres kivizsgálást igényelnek, mert gyakoribb náluk a rosszindulatú daganatok előfordulása is.
Súlyos vérveszteség esetén vért adnak, a fellépő fertőzéseket antibiotikumokkal gyógyítják.
A betegség méhen belül is kimutatható. A betegek rendszeres orvosi felügyeletet igényelnek.
A tizenéves kort a betegek ritkán élik túl.

## Gyakoribb panaszok, tünetek

### Kültakaró
- Véraláfutások már kis trauma után is megjelennek
- Véraláfutások spontán megjelenése
- Feszül a bőre
- Apró bőrvérzések
- Lilás-kék folt a bőrön
- Nedvedző kiütés
- Pontszerű bőrvérzés
- Pontszerű piros foltok
- Száraz bőr

### Fej
- Fogínyvérzés enyhe mechanikai hatásra is
- Ismétlődő orrvérzés

### Hasi, emésztési panaszok
- Véres hányás
- Friss véres széklet
- Gyakori, híg széklet
- Hasmenés
- Véres széklet

### Egyéb lényeges előzményi adatok
- Circumcisio utáni elhúzódó vérzés
- Sérülés után hosszantartó vérzés